# Jan Čechlovský
Jan Čechlovský (* 4. října 1974, Pardubice) je český politik, v letech 2010 až 2013 poslanec Parlamentu ČR za Pardubický kraj, starosta Chrudimi a člen ODS.

## Vzdělání, profese a rodina
Mezi lety 1989–1993 studoval na gymnáziu Josefa Ressela v Chrudimi, v letech 1993–1995 absolvoval Soukromou střední školu cestovního ruchu Pardubice. V období 1998–2005 se vzdělával v oboru sociální práce a sociální politiky na Univerzitě Hradec Králové.
V letech 1996–2002 pracoval na Okresním úřadu v Chrudimi nejprve jako sociální asistent oddělení sociální prevence, později toto oddělení vedl. Mezi lety 2003–2004 řídil jako předseda a projektový manažer občanské sdružení Šance pro Tebe Chrudim. Je ženatý.

## Politická kariéra
Od roku 2004–2006 působil jako místostarosta Chrudimi, od roku 2006 působil jedno volební období jako starosta města. Ve volbách 2010 byl zvolen do dolní komory českého parlamentu díky 6,07 % preferenčních hlasů, které jej posunuly z 9. na 2. místo na kandidátce ODS.